# Hochparterre (Zeitschrift und Verlag)
Hochparterre ist ein Verlagshaus für Architektur, Planung und Design in der Schweiz.

## Profil
Die Hochparterre AG ist ein Verlag für Architektur, Planung und Design in Zürich, gegründet 1988. Hochparterre publiziert eine Monatszeitschrift, eine Fachzeitschrift, Themenhefte, Bücher, unterhält ein Nachrichtenportal und organisiert Veranstaltungen. Dem Verlag angeschlossen ist ‹Hochparterre Bücher›, eine Buchhandlung für Architektur an der Gasometerstrasse in Zürich.
Die Zeitschrift Hochparterre ist das Archiv der Gegenwart zu Architektur, Städtebau, Planung und Design in der Schweiz. Sie hat eine Auflage von 8000 Stück – davon 6000 Abonnements – und wird von 76'000 Menschen in der Schweiz, Deutschland und Österreich gelesen. Bei Hochparterre arbeiten zehn Frauen und elf Männer.
2001 überreichte die Stadt Zürich dem Verlag und seinen Machern die Heinrich-Wölfflin-Medaille für Verdienste um die Vermittlung der Kunst. 2007 überreichte die «Arbeitsgemeinschaft Schweizer Berggebiete» dem Gründer und damaligen Chefredaktor Köbi Gantenbein ihren Medienpreis für seine Vermittlung der Kultur der Alpen mit jener der Städte. 2013 erhielt Gantenbein den Zürcher Journalistenpreis für sein journalistisches Gesamtwerk.
Jedes Jahr verleiht ‹Die Besten› in den Kategorien Architektur, Landschaft und Design. Die Ausgezeichneten bekommen die Goldenen, Silbernen und Bronzenen Hasen.

## Geschichte
1988 gründete der Architekt Benedikt Loderer Hochparterre als Zeitschrift im Verlag Curti Medien. Von Anfang an beteiligt war Köbi Gantenbein, Zeitungsmacher und Soziologe. 1991 übernahmen Loderer, Gantenbein, Sarah Mengis sowie weitere Gefährtinnen Hochparterre und gründeten einen eigenen Verlag. Von 1997 bis 2020 amtete Köbi Gantenbein als Chefredaktor. Benedikt Loderer ist seit 2010 pensioniert.
Im Jahr 1992 wurde der gleiche Lohn für Alle eingeführt, das heisst, alle Mitarbeiter erhalten ab dem dritten Jahr denselben Lohn wie langjährige Mitarbeiter oder der Chefredakteur.
Die Zeitschrift Hochparterre erscheint zehn Mal jährlich und berichtet in Text und Bildern über die Architektur, den Städtebau und das Design in der Schweiz. Hochparterres Leser sind meist in diesen Feldern tätig. Geschätzt wird die Zeitschrift auch im weiteren Umfeld: Bauverwalter, Immobilienmakler, Fabrikantinnen, Ingenieure und Teppichhändler. 
Mit den Jahren wuchs das kleine Verlagshaus. Die erste Erfindung waren Themenhefte, die sich als Monografien, Studien oder Übersichtsdarstellungen einem Thema, einem Architekten oder einer Stadt widmen. Jährlich geben heute die Mitarbeiter Hochparterres zwanzig Themenhefte heraus. Sie sind ein Standbein von Hochparterres Ökonomie, denn die Themenhefte werden aus Drittmitteln finanziert.
Seit 2001 gehört das Fachjournal hochparterre.wettbewerbe zum Verlag. Die Zeitschrift erscheint fünfmal jährlich und dokumentiert und kommentiert den Architekturwettbewerb in der Schweiz mit Plänen, Bildern und Texten. hochparterre.wettbewerbe erreicht eine Auflage von 2000 Stück.
Seit 2008 erscheinen in der «Edition Hochparterre» Bücher und Apps zu Architektur, Design, Raumplanung und Landschaftsarchitektur, darunter die «Grundrissfibeln» und eine Reihe von Architekturführern.
Seit 2011 berichtet das Nachrichtenportal Hochparterre.ch täglich über Architektur, Wettbewerbe, Planung und Design in der Schweiz und erreicht pro Monat 40'000 Leser.
Im Jahr 2020 trat Köbi Gantenbein als Chefredaktor zurück und übergab die Geschäftsleitung an die Mitarbeitenden Agnes Schmid, Werner Huber und Lilia Glanzmann. Glanzmann wechselte ein Jahr später an die Hochschule Luzern und wurde durch Andres Herzog ersetzt. Seit 2022 hält die neu gegründete «Stiftung Mezzanin» die Aktienmehrheit. Die übrigen Aktien sind unter jetzigen und ehemaligen Mitarbeitenden gestreut. Die Stiftung sichert den Fortbestand und die Unabhängigkeit des Verlags und die Mitbestimmung der Mitarbeitenden.